# Rafael García Serrano
Rafael García Serrano (Pamplona, 11 de febrer de 1917 – Madrid, 12 d'octubre de 1988) va ser un escriptor i periodista espanyol.

## Biografia
Sent estudiant de Filosofia i Lletres en la Universitat de Madrid, va ingressar a Falange Española en 1934 i va ser membre fundador del Sindicato Español Universitario (SEU).
Va treballar com a periodista, columnista o director en diverses publicacions falangistes com Arriba España, Haz, Jerarquía, Arriba —òrgan oficial de Falange, del que va ser director durant algun temps—, 7 Fechas, El Alcázar o l'agència Pyresa. També col·laborà amb el falangista diario SP, dirigit per Rodrigo Royo.
Escriptor prolífic, la majoria dels seus llibres se centren fonamentalment en la Guerra Civil, conflicte que va esclatar quan es trobava en plena joventut i que el va afectar profundament. Va caure malalt de tuberculosi en la batalla de l'Ebre i, després d'una estada a l'hospital, va publicar Eugenio o proclamación de la primavera, que dedicà a José Antonio Primo de Rivera. El seu llibre següent, La fiel infantería, va obtenir el «Premio Nacional de Literatura José Antonio Primo de Rivera» però, una vegada publicat, va ser retirat per imposició de la censura eclesiàstica. Aquests llibres, juntament amb Plaza del Castillo, formen una unitat temàtica (que no argumental), trilogia a la qual va denominar La guerra. Però la Guerra Civil va continuar apareixent, directament o indirecta, en obres posteriors com Los ojos perdidos, La paz dura quince días o el celebrat Diccionario para un macuto. Va escriure també relats curts i llibres de viatges.
Gran descriptor d'ambients, situacions i costums, els seus llibres ens permeten reconstruir els detalls quotidians de la vida de l'època, bé sigui en el front de combat o en una capital provinciana com era la Pamplona del primer terç del segle xx. Destaca el seu triomfalisme de postguerra en la seva trilogia de la Guerra Civil, on narra amb estil apassionat i fanàtic els combats i les victòries del bàndol franquista, i a la qual ell mateix va donar el nom d' Ópera Carrasclás.
En 1975 va ser triat vocal del consell d'administració de l'editorial Dyrsa —Diarios y Revistas S.A.—, empresa editora del diari El Alcázar.
La seva esposa, Araceli García, va morir en 1983 als 54 anys de pneumònia.
Rafael García Serrano va ser pare de set fills, entre els quals es troba el locutor i periodista d'Intereconomía Eduardo García Serrano.

## Les novel·les de la guerra
La fiel infantería és, en certa manera, única en la producció de García Serrano pels seus acusats trets avantguardistes: no hi ha un argument lineal sinó una multiplicitat de situacions que tenen lloc en diversos moments de la vida dels seus protagonistes. Hi ha un triple punt de vista narratiu i l'expressió és condensada, el·líptica, omple de metàfores audaces i d'al·lusions, de vegades fosques, al context militar. L'empremta de Valle-Inclán i de Ramón Gómez de la Serna és perceptible.
Però, si la resta de les seves novel·les obeeix a cànons més tradicionals en la forma, es repeteix en totes elles idèntic esperit: personatges convençuts de la justícia de la seva causa i orgullosos de portar-la endavant. Això desemboca, en el pitjor dels casos, en una certa apologia de la barbàrie i, en el millor, en uns caràcters alegres i vitalistes pels qui la guerra suposa una ocasió d'exposar virtuts. La seva obra juvenil Eugenio o proclamación de la primavera participa d'aquestes qualitats encara que sense el component irònic i el lèxic brutal que és perceptible en la resta, la qual cosa es deu potser al seu caràcter gairebé adolescent. És una espècie d'idil·li guerrer, de gran originalitat dins de la literatura espanyola, en el qual la recreació de la poesia idealista del renaixement s'imposa al component ideològic.

## El cinema
García Serrano va escriure els guions d'almenys vuit pel·lícules, entre elles La fiel infantería, cinta que va rodar Pedro Lazaga en 1960, però que no està basada en la novel·la homònima.
Els altres guions foren per Ronda española (1952) dirigida per Ladislao Vajda; La patrulla (1954), en la qual el propi García Serrano va aparèixer, i Los económicamente débiles de Lazaga; La casa de la Troya (1959); Tú y yo somos tres (1961), El marino de los puños de oro (1968) i A la legión les gustan las mujeres... y a las mujeres les gusta la legión (1976) de Rafael Gil.
El 1965, junt amb José María Sánchez Silva, elaborà el guió del documental Morir en España, dirigit per Mariano Ozores. També dirigí la pel·lícula Los ojos perdidos (1966), amb guió elaborat sobre la seva pròpia novel·la.

## Obres

### Novel·les
- Eugenio o proclamación de la primavera (1938)
- La fiel infantería (1943)
- Cuando los dioses nacían en Extremadura (1947)
- Plaza del Castillo (1951)
- Los ojos perdidos (1958)
- La paz dura quince días (1960)
- La ventana daba al río (1963)
- Frente Norte (1982)
- La gran esperanza (1983)
- V centenario (1986)

### Relats curts
- Los toros de iberia (1945)
- El domingo por la tarde (1962)
- Retrato al minuto de un cabrón contemporáneo (1977)
- El Obispo de Gambo tiene el honor de invitarle a la próxima guerra civil (1977)
- Las vacas de Olite (y otros asuntos de toros) (1980)

### Llibres de viatges
- Notas de un viaje de Roma a Buenos Aires (1949)
- Bailando hasta la Cruz del Sur (1953)
- Madrid, noche y día (1955)
- Feria de restos (1959)
- Los sanfermines (1963)

### Assaigs i recopilacions d'articles
- Historia de una esquina (1964)
- Diccionario para un macuto (1964)
- El pino volador (1964)
- La paz ha terminado: los «dietarios personales» de 1974 y 1975 (1980)
- La gran esperanza (Premi Espejo de España, 1983)
- Concierto para máquina de escribir y cinco toques de corneta (1984)
- Cantatas de mi mochila (1992)

### Poesia
- Poemas desangelados (1982)